# Claudia Isăilă
Claudia Isăilă (n. 17 iulie 1973, Sibiu, România) este o fostă atletă română specializată în aruncarea suliței.

## Carieră
Prima ei performanță notabilă a fost locul 5 la Campionatul Mondial de Juniori din 1990. La Campionatul European de Juniori din 1991 a ocupat tot locul 5. În 1992 a cucerit medalia de aur la Campionatul Mondial de Juniori de la Seul.
La Campionatul Mondial din 1993, Claudia Isăilă a ocupat locul 7, iar la Campionatul European din 1994 s-a clasat pe locul 11. În 1995 atleta a câștigat medalia de argint la Campionatele Mondiale Universitare, dar la Mondialele din același an nu a reușit să se califice în finală. După o ceartă cu Federația Română de Atletism, ea nu a participat la Jocurile Olimpice de la Atlanta.
Ea s-a căsătorit cu jucătorul de rugby Iulian Andrei în 2006.

## Realizări
| An   | Competiție                      | Locație                   | Loc | Note    |
| ---- | ------------------------------- | ------------------------- | --- | ------- |
| 1990 | Campionatul Mondial de Juniori  | Plovdiv, Bulgaria         | 5   | 54,74 m |
| 1991 | Campionatul European de Juniori | Salonic, Grecia           | 5   | 54,08 m |
| 1992 | Cupa Europei de Tineret         | Gateshead, Marea Britanie | 3   | 55,98 m |
| 1992 | Campionatul Mondial de Juniori  | Seoul, Coreea de Sud      | 1   | 63,04 m |
| 1993 | Campionatul Mondial             | Stuttgart, Germania       | 7   | 61,54 m |
| 1994 | Campionatul European            | Helsinki, Finlanda        | 11  | 56,92 m |
| 1995 | Universiada                     | Fukuoka, Japonia          | 2   | 61,74 m |
| 1995 | Campionatul Mondial             | Göteborg, Suedia          | 22  | 55,84 m |
| 1997 | Universiada                     | Catania, Italia           | 6   | 59,16 m |

## Recorduri personale
| Probă      | Performanță | Dată              | Locație |
| ---------- | ----------- | ----------------- | ------- |
| Triplusalt | 66,56 m     | 3 septembrie 1994 | Paris   |

## Legături externe
- en Claudia Isăilă la World Athletics
- en  Claudia Isăilă la athleticspodium.com